# Super League 2018 (Cina)
La Chinese Super League 2018, nota come Ping An Chinese Super League 2018 per ragioni di sponsorizzazione, è stata la 59ª edizione del massimo livello del campionato cinese di calcio. Il campionato è iniziato il 2 marzo 2018 e si è concluso l'11 novembre dello stesso anno. Lo Shanghai Haigang ha vinto il campionato per la prima volta nella sua storia.

## Stagione

### Novità
Al termine della Chinese Super League 2017 lo Yanbian Funde ed il Liaoning sono stati retrocessi in China League One. Al loro posto sono stati promossi il Dalian Yifang, vincitore della China League One 2017 e il Beijing Renhe, secondo classificato.
Sulla linea adottata dallo scorso anno riguardo alla policy sui giocatori stranieri, ci sono state delle ulteriori modifiche: da quest'anno il numero di giocatori stranieri utilizzati durante una partita non deve essere superiore ai giocatori Under-23 utilizzati. Inoltre i club possono tesserare giocatori non naturalizzati cinesi, tesserati precedentemente nelle federazioni di Hong Kong, Macau e Taipei, come giocatori cinesi. L'unico vincolo è che ogni giocatore proveniente da Hong Kong o Macau deve detenere il passaporto del proprio paese in cui è tesserato, mentre per i giocatori provenienti da Taiwan è necessario possederne la cittadinanza.
Il Guizhou Hengfeng Zhicheng F.C. ha cambiato il proprio nome in Guizhou Hengfeng F.C.

### Formula
Le 16 squadre si affrontano due volte in un girone di andata e ritorno per un totale di 30 partite.
La prima classificata vince il campionato ed è ammessa alla fase a gironi della AFC Champions League 2019, così come la seconda, mentre la terza accede al terzo turno preliminare della AFC Champions League 2019. Le ultime due classificate (15º e 16º posto) retrocedono in China League One 2019.

## Squadre partecipanti
| Club                        | Città       | Stadio                                 | Stagione precedente               |
| --------------------------- | ----------- | -------------------------------------- | --------------------------------- |
| Beijing Guoan               | Pechino     | Stadio dei Lavoratori di Pechino       | 9º posto in Chinese Super League  |
| Beijing Renhe               | Pechino     | Stadio Fengtai                         | 2º posto in China League One      |
| Changchun Yatai             | Changchun   | Development Area Stadium               | 7º posto in Chinese Super League  |
| Chongqing Lifan             | Chongqing   | Chongqing Olympic Sports Center        | 10º posto in Chinese Super League |
| Dalian Yifang               | Dalian      | Dalian Sports Center                   | 1º posto in China League One      |
| Guangzhou Evergrande Taobao | Canton      | Stadio di Tianhe                       | Campione di Cina                  |
| Guangzhou R&F               | Canton      | Yuexiushan Stadium                     | 5º posto in Chinese Super League  |
| Guizhou Hengfeng            | Guiyang     | Guiyang Olympic Sports Center          | 8º posto in Chinese Super League  |
| Hebei CFFC                  | Qinhuangdao | Yutong International Sports Center     | 4º posto in Chinese Super League  |
| Henan Jianye                | Zhengzhou   | Zhengzhou Hanghai Stadium              | 14º posto in Chinese Super League |
| Jiangsu Suning              | Nanchino    | Centro sportivo olimpico di Nanchino   | 12º posto in Chinese Super League |
| Shandong Luneng Taishan     | Jinan       | Luneng Big Stadium                     | 6º posto in Chinese Super League  |
| Shanghai Shenhua            | Shanghai    | Stadio di Hongkou                      | 11º posto in Chinese Super League |
| Shanghai SIPG               | Shanghai    | Stadio di Shanghai                     | 2º posto in Chinese Super League  |
| Tianjin Quanjian            | Tianjin     | Tianjin Tuanbo Football Stadium        | 3º posto in Chinese Super League  |
| Tianjin Teda                | Tianjin     | Stadio del Centro olimpico di Tientsin | 13º posto in Chinese Super League |

## Allenatori
| Club                        | Allenatore        |
| --------------------------- | ----------------- |
| Beijing Guoan               | Roger Schmidt     |
| Changchun Yatai             | Chen Jingang      |
| Chongqing Lifan             | Paulo Bento       |
| Guangzhou Evergrande Taobao | Fabio Cannavaro   |
| Guangzhou R&F               | Dragan Stojković  |
| Tianjin Quanjian            | Paulo Sousa       |
| Hebei CFFC                  | Manuel Pellegrini |
| Henan Jianye                | Dragan Talajić    |
| Jiangsu Suning              | Cosmin Olăroiu    |
| Beijing Renhe               | Luis Garcia       |
| Shandong Luneng Taishan     | Li Xiaopeng       |
| Shanghai Shenhua            | Wu Jingui         |
| Shanghai SIPG               | Vítor Pereira     |
| Guizhou Hengfeng            | Dan Petrescu      |
| Tianjin Teda                | Uli Stielike      |
| Dalian Yifang               | Ma Lin            |

## Classifica finale
|                 | Pos. | Squadra          | Pt | G  | V  | N  | P  | GF | GS | DR  |
| --------------- | ---- | ---------------- | -- | -- | -- | -- | -- | -- | -- | --- |
| Cina (bandiera) | 1.   | Shanghai Haigang | 68 | 30 | 21 | 5  | 4  | 77 | 33 | +44 |
|                 | 2.   | Guangzhou E.     | 63 | 30 | 20 | 3  | 7  | 82 | 36 | +46 |
|                 | 3.   | Shandong Taishan | 58 | 30 | 17 | 7  | 6  | 57 | 39 | +18 |
| [ 5 ]           | 4.   | Beijing Guoan    | 53 | 30 | 15 | 8  | 7  | 64 | 45 | +19 |
|                 | 5.   | Jiangsu Suning   | 48 | 30 | 13 | 9  | 8  | 48 | 33 | +15 |
|                 | 6.   | Hebei CFFC       | 39 | 30 | 10 | 9  | 11 | 46 | 50 | -4  |
|                 | 7.   | Shanghai Shenhua | 38 | 30 | 10 | 8  | 12 | 44 | 53 | -9  |
|                 | 8.   | Beijing Renhe    | 37 | 30 | 9  | 10 | 11 | 33 | 46 | -13 |
|                 | 9.   | Tianjin Quanjian | 36 | 30 | 9  | 9  | 12 | 41 | 48 | -7  |
|                 | 10.  | Guangzhou R&F    | 36 | 30 | 10 | 6  | 14 | 49 | 61 | -12 |
|                 | 11.  | Dalian Yifang    | 35 | 30 | 10 | 5  | 15 | 37 | 57 | -20 |
|                 | 12.  | Henan Jianye     | 34 | 30 | 10 | 4  | 16 | 30 | 45 | -15 |
|                 | 13.  | Chongqing Lifan  | 32 | 30 | 8  | 8  | 14 | 40 | 46 | -6  |
|                 | 14.  | Tianjin Teda     | 32 | 30 | 8  | 8  | 14 | 41 | 54 | -13 |
|                 | 15.  | Changchun Yatai  | 32 | 30 | 8  | 8  | 14 | 45 | 56 | -11 |
|                 | 16.  | Guizhou Hengfeng | 24 | 30 | 7  | 3  | 20 | 34 | 66 | -32 |

Legenda:

      Campione di Cina e ammessa alla fase a gironi di AFC Champions League 2019

       Ammesse alla fase a gironi di AFC Champions League 2019

      Ammesse al terzo turno preliminare di AFC Champions League 2019

      Retrocesse in China League One 2019
Tre punti a vittoria, uno a pareggio, zero a sconfitta.
La classifica viene stilata secondo i seguenti criteri:
- Punti conquistati
- Punti negli scontri diretti
- Differenza reti negli scontri diretti
- Reti realizzate negli scontri diretti
- Differenza reti generale
- Reti totali realizzate
- Classifica fair-play
- Sorteggio

### Squadra campione
| Formazione tipo                                                                                             | Giocatori (presenze) |
| --- | -------------------- |
| Z. Cheng Z.Linpeng F. Xiaoting D. Hanwen Li Xuepeng Paulinho Huang Bowen Talisca Yu Hanchao Goulart Gao Lin | Zeng Cheng (27)      |
| Z. Cheng Z.Linpeng F. Xiaoting D. Hanwen Li Xuepeng Paulinho Huang Bowen Talisca Yu Hanchao Goulart Gao Lin | Zhang Linpeng (26)   |
| Z. Cheng Z.Linpeng F. Xiaoting D. Hanwen Li Xuepeng Paulinho Huang Bowen Talisca Yu Hanchao Goulart Gao Lin | Feng Xiaoting (26)   |
| Z. Cheng Z.Linpeng F. Xiaoting D. Hanwen Li Xuepeng Paulinho Huang Bowen Talisca Yu Hanchao Goulart Gao Lin | Deng Hanwen (21)     |
| Z. Cheng Z.Linpeng F. Xiaoting D. Hanwen Li Xuepeng Paulinho Huang Bowen Talisca Yu Hanchao Goulart Gao Lin | Li Xuepeng (27)      |
| Z. Cheng Z.Linpeng F. Xiaoting D. Hanwen Li Xuepeng Paulinho Huang Bowen Talisca Yu Hanchao Goulart Gao Lin | Paulinho (19)        |
| Z. Cheng Z.Linpeng F. Xiaoting D. Hanwen Li Xuepeng Paulinho Huang Bowen Talisca Yu Hanchao Goulart Gao Lin | Huang Bowen (20)     |
| Z. Cheng Z.Linpeng F. Xiaoting D. Hanwen Li Xuepeng Paulinho Huang Bowen Talisca Yu Hanchao Goulart Gao Lin | Talisca (18)         |
| Z. Cheng Z.Linpeng F. Xiaoting D. Hanwen Li Xuepeng Paulinho Huang Bowen Talisca Yu Hanchao Goulart Gao Lin | Yu Hanchao (26)      |
| Z. Cheng Z.Linpeng F. Xiaoting D. Hanwen Li Xuepeng Paulinho Huang Bowen Talisca Yu Hanchao Goulart Gao Lin | Ricardo Goulart (19) |
| Z. Cheng Z.Linpeng F. Xiaoting D. Hanwen Li Xuepeng Paulinho Huang Bowen Talisca Yu Hanchao Goulart Gao Lin | Gao Lin (28)         |
| Altri giocatori: Liu Dianzuo (3).                                                                           |                      |

## Statistiche

### Squadre

#### Capoliste solitarie
|    | —— | —— | ——            | ——            | ——            | ——            | ——            | —— | ——  | ——  | ——       | ——       | ——   | ——   | ——  | ——  | ——  | ——            | ——            | ——            | ——            | ——            | ——            | ——            | ——            | ——            | ——            | ——            | ——            | —— |  |
|    |    |    | Shanghai SIPG | Shanghai SIPG | Shanghai SIPG | Shanghai SIPG | Shanghai SIPG |    |     |     | B. Guoan | B. Guoan | SIPG | SIPG |     |     |     | Shanghai SIPG | Shanghai SIPG | Shanghai SIPG | Shanghai SIPG | Shanghai SIPG | Shanghai SIPG | Shanghai SIPG | Shanghai SIPG | Shanghai SIPG | Shanghai SIPG | Shanghai SIPG | Shanghai SIPG |    |  |
|    |    |    |               |               |               |               |               |    |     |     |          |          |      |      |     |     |     |               |               |               |               |               |               |               |               |               |               |               |               |    |  |
|    |    |    |               |               |               |               |               |    |     |     |          |          |      |      |     |     |     |               |               |               |               |               |               |               |               |               |               |               |               |    |  |
| 1ª | 2ª | 3ª | 4ª            | 5ª            | 6ª            | 7ª            | 8ª            | 9ª | 10ª | 11ª | 12ª      | 13ª      | 14ª  | 15ª  | 16ª | 17ª | 18ª | 19ª           | 20ª           | 21ª           | 22ª           | 23ª           | 24ª           | 25ª           | 26ª           | 27ª           | 28ª           | 29ª           | 30ª           |    |  |

#### Classifiche di rendimento

##### Rendimento andata-ritorno
| Andata                  | Andata | Ritorno                 | Ritorno |
|                         |        |                         |         |
| Shanghai SIPG           | 33     | Guangzhou Evergrande    | 36      |
| Shandong Luneng Taishan | 32     | Shanghai SIPG           | 35      |
| Beijing Guoan           | 32     | Shandong Luneng Taishan | 27      |
| Guangzhou Evergrande    | 27     | Dalian Yifang           | 25      |
| Jiangsu Suning          | 25     | Jiangsu Suning          | 23      |
| Guangzhou R&F           | 22     | Beijing Guoan           | 21      |
| Shanghai Shenhua        | 21     | Hebei CFFC              | 21      |
| Tianjin Quanjian        | 21     | Henan Jianye            | 19      |
| Beijing Renhe           | 19     | Beijing Renhe           | 18      |
| Hebei CFFC              | 18     | Chongqing Dangdai Lifan | 18      |
| Tianjin TEDA            | 18     | Shanghai Shenhua        | 16      |
| Changchun Yatai         | 17     | Guizhou Hengfeng        | 16      |
| Henan Jianye            | 15     | Tianjin Quanjian        | 15      |
| Chongqing Dangdai Lifan | 14     | Changchun Yatai         | 15      |
| Dalian Yifang           | 10     | Guangzhou R&F           | 14      |
| Guizhou Hengfeng        | 8      | Tianjin TEDA            | 14      |

##### Rendimento casa-trasferta
| In casa                 | In casa | In trasferta            | In trasferta |
|                         |         |                         |              |
| Shanghai SIPG           | 40      | Shanghai SIPG           | 28           |
| Guangzhou Evergrande    | 37      | Shandong Luneng Taishan | 23           |
| Shandong Luneng Taishan | 35      | Beijing Guoan           | 21           |
| Beijing Guoan           | 32      | Jiangsu Suning          | 19           |
| Dalian Yifang           | 30      | Guangzhou Evergrande    | 26           |
| Jiangsu Suning          | 29      | Tianjin Quanjian        | 17           |
| Hebei CFFC              | 25      | Chongqing Dangdai Lifan | 16           |
| Shanghai Shenhua        | 24      | Beijing Renhe           | 15           |
| Beijing Renhe           | 22      | Guangzhou R&F           | 15           |
| Guangzhou R&F           | 21      | Hebei CFFC              | 14           |
| Henan Jianye            | 21      | Shanghai Shenhua        | 14           |
| Tianjin Quanjian        | 19      | Henan Jianye            | 13           |
| Tianjin TEDA            | 19      | Tianjin TEDA            | 13           |
| Changchun Yatai         | 19      | Changchun Yatai         | 13           |
| Guizhou Hengfeng        | 17      | Guizhou Hengfeng        | 7            |
| Chongqing Dangdai Lifan | 16      | Dalian Yifang           | 5            |

#### Primati stagionali
Squadre
- Maggior numero di vittorie: Shanghai SIPG (21).
- Minor numero di sconfitte: Shanghai SIPG (4).
- Migliore attacco: Guangzhou Evergrande (82 gol fatti).
- Miglior difesa: Shanghai SIPG e Jiangsu Suning (33 gol subiti).
- Miglior differenza reti: Guangzhou Evergrande (+46).
- Maggior numero di pareggi: Beijing Renhe (10).
- Minor numero di pareggi: Guangzhou Evergrande e Guizhou Hengfeng (3).
- Maggior numero di sconfitte: Guizhou Hengfeng (20).
- Minor numero di vittorie: Guizhou Hengfeng (7).
- Peggiore attacco: Henan Jianye (30 gol fatti).
- Peggior difesa: Guizhou Hengfeng (66 gol subiti).
- Peggior differenza reti: Guizhou Hengfeng (−32).
- Miglior serie positiva: Beijing Guoan (17 risultati utili).
- Peggior serie negativa: Chongqing Dangdai Lifan e Guizhou Hengfeng (5 sconfitte).

Partite
- Più gol (9):

Beijing Guoan-Hebei CFFC 6-3
Guangzhou Evergrande-Guangzhou R&F 4-5
Guangzhou Evergrande-Shanghai SIPG 4-5
- Maggiore scarto di gol: Shanghai SIPG-Dalian Yifang 8-0
- Maggior numero di reti in una giornata:
- Maggior numero di espulsioni:

### Individuali

#### Classifica marcatori
| Gol |  |  | Giocatore        | Squadra              |
| --- |  |  | ---------------- | -------------------- |
| 27  |  |  | Wu Lei           | Shanghai SIPG        |
| 21  |  |  | Odion Ighalo     | Changchun Yatai      |
| 20  |  |  | Eran Zahavi      | Guangzhou R&F        |
| 19  |  |  | Cédric Bakambu   | Beijing Guo'an       |
| 17  |  |  | Diego Tardelli   | Shandong Luneng      |
| 17  |  |  | Frank Acheampong | Tianjin Teda         |
| 16  |  |  | Graziano Pellè   | Shandong Luneng      |
| 16  |  |  | Alan Kardec      | Chongqing Lifan      |
| 16  |  |  | Talisca          | Guangzhou Evergrande |
| 15  |  |  | Alexandre Pato   | Tianjin Quanjian     |
| 15  |  |  | Nyasha Mushekwi  | Dalian Yifang        |
| 14  |  |  | Ricardo Goulart  | Guangzhou Evergrande |

#### Premi individuali della Super League
Di seguito i vincitori. 
| Premio                     | Giocatore     | Squadra         |
| -------------------------- | ------------- | --------------- |
| Miglior giovane            | Huang Zichang | Jiangsu Suning  |
| Miglior portiere           | Yan Junling   | Shanghai SIPG   |
| Scarpa d'oro               | Wu Lei        | Shanghai SIPG   |
| Miglior giocatore          | Wu Lei        | Shanghai SIPG   |
| Miglior allenatore         | Li Xiaopeng   | Shandong Luneng |
| Miglior arbitro            | Zhang Lei     |                 |
| Miglior arbitro assistente | Hao Weiming   |                 |
| Giocatore più popolare     | Jin Jingdao   | Shandong Luneng |